# کارین آلوتگن
کارین آلوتگن (متولد 8 ژوئن 1965 ، هوسکوارنا ، سوئد ) نویسنده سوئدی داستان های جنایی است . داستان‌های هیجانی روانشناختی آلوتگن عموماً در سوئد رخ می‌دهد. چهار کتاب او به انگلیسی ترجمه شده است: Missing ، Betrayal ، Shadow و Shame .
رمان دوم آلوتگن ، گمشده ، جایزه برتر جنایت نوردیک را در سال 2001 جایزه کلید شیشه ای دریافت کرد.  این رمان که در سال 2003 ترجمه و در سال 2009 در ایالات متحده منتشر شد ، نامزد جایزه ادگار بهترین رمان در سال 2009 توسط نویسندگان رمز و راز آمریکا شد .  در سال 2006 ، این رمان در مینی سریال تلویزیونی Missing به کارگردانی ایان مادن و جوآن فروگگات و گرگور فیشر اقتباس شد.